# Puss in Boots: The Three Diablos
Mèo đi hia: Ba tiểu quỷ (tên gốc Puss in Boots: The Three Diablos) sản xuất năm 2012 là một phim hoạt hình máy tính thể loại phim hài và là phần tiếp theo của Puss in Boots (phim 2011). Nó được đạo diễn bởi Raman Hui và nhân vật chính được Antonio Banderas lồng tiếng. Phim phát hành ngày 24 tháng 2 năm 2012 như là phần mở rộng của Puss in Boots trên DVD và Blu-ray (3D). Câu chuyện kể về nhiệm vụ của Puss nhằm lấy lại viên Ruby của công chúa đã bị đánh cắp bởi tên trộm người Pháp nổi tiếng: Kẻ thì thầm. Miễn cưỡng phải đi với ba chú mèo nhỏ gọi là Three Diablos (Ba tiểu quỷ), Puss đã phải thuần hóa chúng trước khi bọn nó gây cản trở cho sứ mệnh.

## Nội dung
Sau các sự kiện của phần trước, Puss cưỡi ngựa vượt qua sa mạc và bị bắt bởi các hiệp sĩ người Ý. Sau đó, anh được dẫn đến gặp Công chúa Alessandra Belagomba - người sở hữu viên Ruby "Trái tim của Lửa" (viên đá quyền lực của vương quốc) gắn trên vương miện của cô, đã bị mất. Người ta nghĩ rằng Puss bị bắt oan vì tội danh ăn cắp nhưng thực chất là công chúa muốn thuê anh ta do danh tiếng lừng lẫy của mình. Công chúa cho biết chính "Kẻ thì thầm" đã đánh cắp viên ngọc và hiện đang giam giữ ba tay sai của hắn. Bọn chúng thật ra là ba chú mèo con gọi là Three Diablos. Trong khi Puss không tin ba con vật vô tội như vậy là kẻ trộm, những vệ sĩ và cả Công chúa tỏ ra vô cùng sợ hãi chúng. Những chú mèo con vui vẻ đồng ý giúp Puss với lời hứa sẽ được trả tự do.
Khi Puss dẫn Three Diablos đi trong sa mạc, chúng trói anh lại (với kĩ năng "giả nai" bẩm sinh) và chôn sống anh ta. Puss sau đó thoát ra được và bắt lại cả ba đứa bằng tuyệt kĩ đôi mắt mở to của mình. Sau đó, anh ấy trò chuyện về việc sẽ gửi chúng trở lại vào tù nhưng vì anh biết rằng họ không có gia đình và là trẻ mồ côi như anh. Anh thông cảm cho chúng và tâm sự rằng anh cũng biết rất khó để lớn lên mà không có người để tin tưởng rồi dẫn đến những sai lầm, Puss lấy ví dụ về việc bị Humpty phản bội, cũng giống như Kẻ thì thầm đã làm với ba chú mèo con. Puss sau đó quyết định chỉ dẫn Diablos đi đúng hướng và rèn luyện chúng chiến đấu, chơi với chúng để trở thành bạn bè. Mèo đi hia cũng đặt cho mỗi đứa một cái tên: Perla (vì cô ấy có tính cách khá tử tế), Gonzalo (vì tính khí háo chiến của cậu) và Sir Timoteo Montenegro đệ Tam (vì đối với cậu, danh hiệu là tất cả).
Ngày hôm sau, đến nơi mới, những chú mèo con chỉ cho Puss nơi ẩn trốn bí mật của Kẻ thì thầm và ngay lập tức giáp mặt với tên trộm. Như tên gọi, hắn sở hũu giọng nói rất nhỏ và phải dùng cái nón nhọn của mình như một cái loa. Sau khi biết Diablos dẫn Puss đến để lấy lại viên ngọc quý, Kẻ thì thầm đe dọa họ phải trả giá vì dám phản bội hắn, nhưng Puss đã chiến đấu và giúp những chú mèo trốn thoát. Tuy nhiên họ đã quay lại để giúp Puss bằng những món nghề anh đã dạy và Kẻ thì thầm đã bị rơi xuống vực sâu. Puss mang "Trái tim của Lửa" về cho Công chúa và nhận thưởng, và anh gửi Ba tiểu quỷ như là vệ sĩ mới cho nàng. Sau đó họ nói lời tạm biệt với Puss và anh cũng tuyên bố rằng: "I will never forget you, just as I'm sure you will never forget the name of Puss in -" ("Tôi sẽ không bao giờ quên mọi người, cũng giống như tôi chắc chắn bạn sẽ không bao giờ quên Puss mang -); rất tiếc, cảnh vệ đã đóng sầm cửa lại trước khi anh kịp nói hết câu.

## Lồng tiếng
- Antonio Banderas vai Mèo đi hia
- Gilles Marini vai Đội trưởng đội cảnh vệ / Cận vệ Paolo
- Charlotte Newhouse vai Công chúa Alessandra Bellagamba
- Chris Miller vai Tù nhân xin thức ăn
- Walt Dohrn vai Tù nhân xin nước
- Bret Marnell vai Tù nhân xin giấy vệ sinh
- Miles Christopher Bakshi vai Gonzalo (Sir Timoteo Montenegro đệ Tam)
- Nina Zoe Bakshi vai Perla
- Guillaume Aretos vai Kẻ thì thầm

## Phát hành

### Phim gia đình
Phim ngắn đi kèm với Puss in Boots vào ngày 24 tháng 2 năm 2012.

## Nhận xét
Bret Marnell được đề cử cho giải Thành tựu nổi bật, Editorial trong Animated Television hay giải Broadcast Venue Production cho những đóng góp của anh trong Puss in Boots: Three Diablos ở Giải Annie Thường niên lần thứ 40.